# Калика

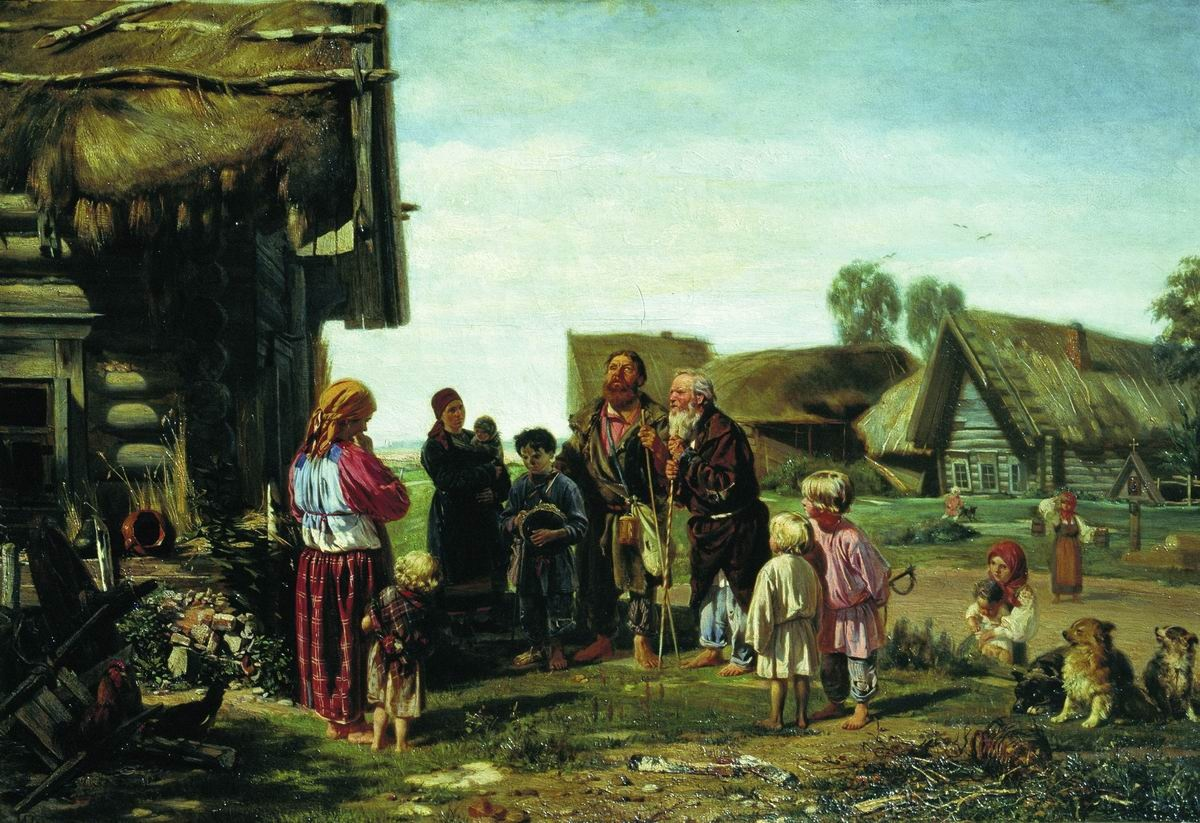
Илларион Прянишников. Калики перехожие. 1870. Государственная Третьяковская галерея

Ка́ли́ка, ка́ли́ки, кале́ки перехо́жие — старинное название странников, поющих духовные стихи и былины. В русском эпосе есть и былинные герои-калики: Калика-богатырь, побивающий «силушку», которой «сметы нет»; «сильный могучий Иванища», «калика перехожая переброжая», с которым не решается вступить в единоборство даже Илья Муромец.
Слово калики происходит от названия обуви калиги (ср.-греч. ϰαλίϰια от лат. (caligae) — страннических сапог с низким голенищем.

## История

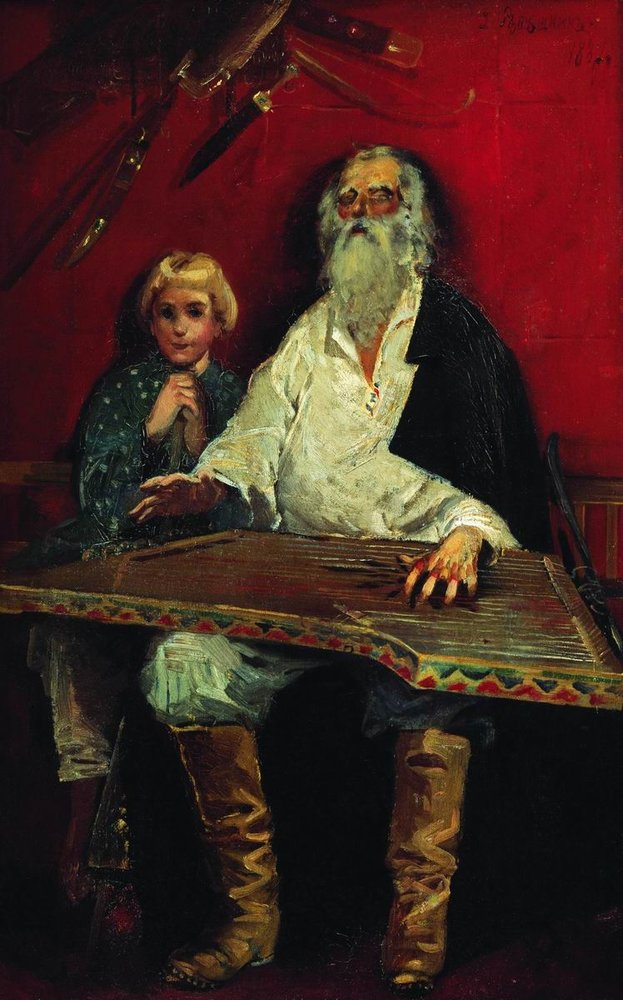
А. П. Рябушкин. Слепой гусляр, поющий ста́ринку. 1887

Русские кали́ки-странники, паломники, упоминаются в «Хождении игумена Даниила» и в записках Стефана Новгородца. Их знают и былины, в которых упоминаются целые братчины калик, снаряжающиеся из Волынца-Галича, или из пустыни Ефимьевы, из монастыря Боголюбова в путь к славному городу Иерусалиму. Былинные кали́ки — дородные добрые молодцы, силачи, иногда красавцы, одетые в соболиные шубы или гуни сорочинские, в лапотки семи шелков, с вплетённым в носке камешком самоцветным; костюм их дополняют сумки из "рытого бархата", клюки, иногда из дорогого рыбьего зуба (моржовых клыков), и шляпы земли греческой. «Кали́ки перехожие», согласно былинам, побудили Илью Муромца встать на защиту Русской земли.
Из многочисленных русских странников на Святую Землю одни — зажиточные — оставались и по окончании странствования теми, кем были, другие — бедные — поступали под призрение церкви, как видно из былин и из некоторых списков устава Владимира, где паломник и странник одинаково зачтены в число людей церковных.
Совершив странствование к святым местам, неимущие кали́ки пользовались особым уважением и нередко оставались уже на всю жизнь перехожими просителями милостыни, которой добывали себе пропитание. Таким путём слово «кали́ка» или «калека» получило значение нищего странника, а так как Христовым именем питались по необходимости и люди с физическими недостатками, это слово получило своё современное значение — «искалеченный, увечный человек, инвалид».
Русские калики, странствуя по святым местам в Греции и Палестине, встречали там странников, которые пели перед собравшейся толпою священные песни и жития, нередко основанные на апокрифических сказаниях. Отсюда и русские кали́ки усвоили обыкновение петь духовные стихи и снискивать себе пропитание этим занятием. Влияние западноевропейских и византийских паломников отразилось, по мнению И. И. Срезневского, и на одежде русских кали́к, как последняя описывается в былинах.
Академик А. Н. Веселовский предполагал влияние богомильских странников-проповедников на русских кали́к, усматривая это влияние в некоторых русских духовных стихах, основанных на апокрифных сказаниях богомильского характера.
Слагая песни церковно-легендарного и апокрифического содержания и рассказывая виденное ими и слышанное во святых местах, кали́ки перехожие оказывали сильное влияние на религиозные и нравственные представления русского народа и особенно содействовали распространению в нём аскетического идеала. С другой стороны, сами кали́ки, слагая духовные стихи, подчинялись складу русских былин и вносили в духовный эпос черты эпоса богатырского.

## Ситуация на конец XIX века
В конце XIX века пение духовных стихов кали́ками, обыкновенно слепцами, приходит в упадок, репертуар их песен становится всё более и более скудным. Певцы знают не более четырёх-пяти наиболее популярных стихов: стихи о Вознесении, об Алексее, Божьем человеке, о Богатом и Лазаре, о Егории, о Страшном суде, об Иоасафе-царевиче и некоторые другие. Более обилен был репертуар кали́к в губерниях Архангельской и Олонецкой. Некоторые кали́ки в этих губерниях знали и былины.